# Pes krátkouchý
Pes krátkouchý (Atelocynus microtis) je jihoamerická psovitá šelma, jediný zástupce rodu Atelocynus. Žije v nížinných deštných pralesích Amazonie, v oblastech neobývaných lidmi. Má tmavou červeno-hnědo-černo-šedou srst, krátké a štíhlé končetiny, krátké kulaté uši, huňatý ocas a štíhlý, dlouhý čenich, který připomíná liščí. Váží okolo 10 kg. Žije zřejmě samotářsky nebo v párech. Loví ryby, malé savce, brouky, žáby, ptáky a ještěrky. Často si pochutná i na ovoci. Mezinárodní svaz ochrany přírody ho hodnotí jako téměř ohrožený druh.

## Systematika
Pes krátkouchý (Atelocynus microtis) byl popsán Philipem Lutley Sclaterem v roce 1883. Od té doby byl přeřazován do různých rodů (Lycalopex, Cerdocyon, Dusicyon) a měl různá vědecká jména. V roce 1931 byl poprvé zařazen do rodu Atelocynus, který však byl jistou dobu považován jen za podrod rodu Canis. V roce 1987 ukázala fylogenetická analýza, že jde o samostatný taxon, jehož nejbližší příbuzný je monotypický rod Speothos (pes pralesní). Genetická výbava druhu čítá 2n=76 chromozómů.

## Výskyt
Pes krátkouchý se vyskytuje pouze na území Jižní Ameriky, kam se ze Severní Ameriky rozšířil po spojení obou kontinentů na konci pliocénu (nejpozději před 2,6 miliony lety). Žije ve státech Bolívie, Brazílie, Ekvádor, Kolumbie a Peru. Předpokládaný výskyt ve Venezuele nebyl nikdy potvrzen. Typickým biotopem tohoto druhu je amazonský nížinný deštný prales, nejčastěji do nadmořské výšky 1000 až 1200 metrů, s možným horním limitem okolo 2000 metrů. Rád se zdržuje poblíž vody. Hustota výskytu je podle všech indicií velmi nízká.

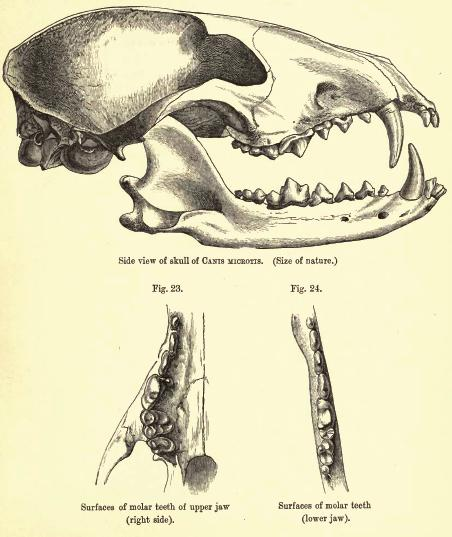
Lebka a čelisti psa krátkouchého

## Popis

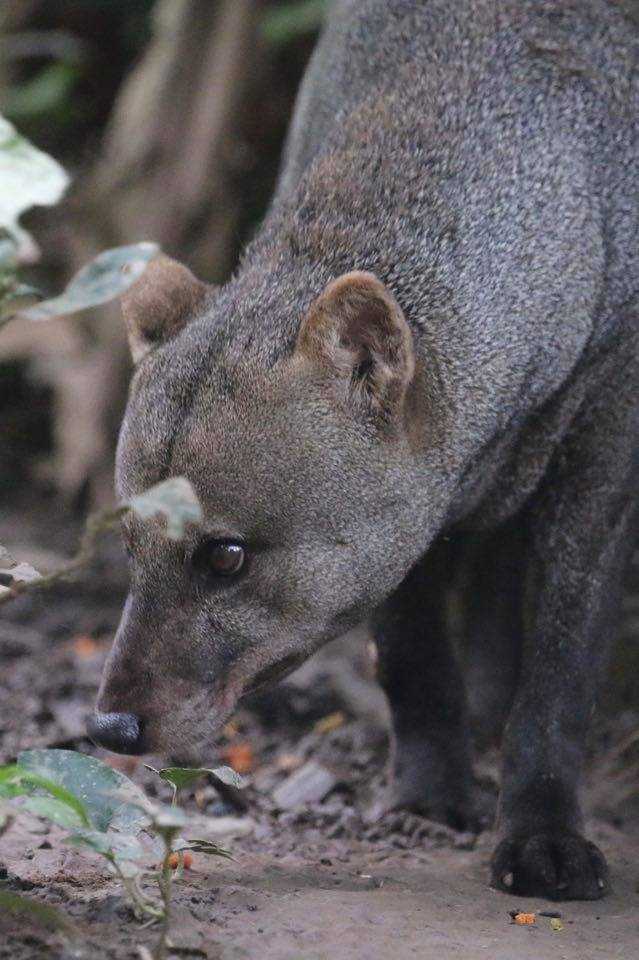
Detail hlavy

Pes krátkouchý je středně velká psovitá šelma s velkou hlavou a štíhlým protáhlým čumákem. Na délku měří 72 až 100 cm, ocas je 25 až 35 cm dlouhý. Výška v kohoutku dosahuje 35 až 36 cm. Váha se pohybuje mezi 9 a 10 kg. Lebka měří na délku okolo 16 až 17 cm. Zubní vzorec je 3/3-1/1-4/4-2/3. Uši má malé a zakulacené. Nohy jsou relativně krátké. Srst je krátká, hustá a tmavě zbarvená - nejčastěji v odstínech hnědé, tmavě šedé, černé či rudohnědé. Nejtmavší srst se táhne v hřbetní linii od hlavy po ocas. Rozliční jedinci mívají své individuální zbarvení a dosud není jasné, zda to nějak souvisí se stářím, ročním obdobím, pohlavím či habitatem, v němž žijí. Mezi prsty na nohou má pes malou membránu, jež mu zřejmě umožňuje lepší pohyb ve vodním prostředí. Ocas je relativně výrazně chlupatý v porovnání se srstí na těle. Samci vydávají z análních pachových žláz silný odér, samice ho neprodukují.

## Ekologie a chování
K životu tohoto psovitého existuje jen málo spolehlivých informací. Některé poznatky byly získány na základě pozorování v zajetí žijících jedinců. Ve volné přírodě zřejmě žijí psi krátkouší v párech nebo osamoceně. Nejpočetnější pozorovaná skupina dospělých jedinců čítala tři kusy. Aktivní jsou převážně za denního světla, i když několikrát byli vyfotografováni i v noci. Vůči lidem se chovají většinou mírně, nicméně bylo už zaznamenáno několik případů, kdy se snažili člověka pokousat. Vydávají různé zvuky, například houkání podobné sovímu.

### Potrava
Pes krátkouchý je stravovací oportunista, což znamená, že se příliš nespecializuje a živí se poměrně širokou škálou potravy. Nejdůležitější kořistí této šelmy jsou ryby. Dále konzumuje hmyz (především brouky), malé savce (hlodavce, agutiovité, vačnatce), kraby, ptáky, žáby a plazy. Ne nepodstatnou součást jídelníčku tvoří ovoce a jiný rostlinný materiál. Často loví ve vodě, nebo v jejím okolí. Dostane-li se do blízkosti lidských sídel, může napadat i drůbež. Loví osamoceně nebo v párech.

### Rozmnožování
Informace o rozmnožování těchto psů jsou velmi kusé. Předpokládá se, že mláďata se rodí nejčastěji mezi dubnem a prosincem. Doupata si psi zřizují v dutinách velkých stromů, případně v doupatech po jiných zvířatech (např. pásovcích či pakách). Počet mláďat v jednom vrhu se zřejmě pohybuje okolo 2 až 3. Informace k páření, době březosti, rození a výchově mláďat, odstavu a dalších podrobnostech neexistují. Samci dosahují pohlavní zralosti okolo 3 let, kdy jim sestoupí varlata.

### Predace, dožití
Předpokládá se, že predátory těchto psů mohou být větší kočkovité šelmy, jako je ocelot a puma. Potvrzenými predátory jsou jaguár a hroznýš.
Délka života v přírodě je neznámá, zvířata v zajetí žila 9 až 11 let.

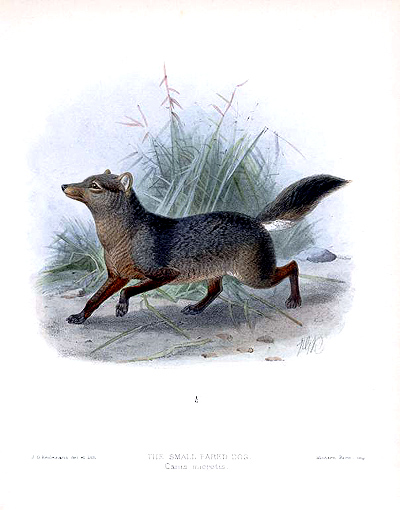
Kresba psa krátkouchého z konce 19. století

## Hrozby, vztah s lidmi
Hlavní hrozby pro tento druh jsou ztráta habitatu vlivem masivního kácení deštných lesů a s tím související úbytek přirozené kořisti. Další potenciální hrozbou může být rozšíření nepůvodních chorob. Neexistují žádné údaje k nějakému rozsáhlejšímu pronásledování tohoto psa ze strany lidí. Občas je zřejmě loven kvůli jídlu.
Mezinárodní svaz ochrany přírody ho vyhodnocuje jako téměř ohrožený druh, když konstatuje odhadovaný úbytek 20 až 25 % zvířat v prvních 12 letech 21. století a zároveň očekává při příštím hodnocení posun mezi zranitelné druhy.
Mezi domorodými obyvateli Amazonie je povědomí o této šelmě velmi malé, není to živočich s nějakým zvláštním významem. Někteří domorodci z Ekvádoru uvedli, že patří mezi zvířata, která neloví, ale nedokázali vysvětlit proč. Amarakaeriové, domorodci z Peru, ho nazývají huiwa toto, což znamená „ďábel samotář“, a věří, že útočí na muže tak, že jim kouše do varlat.

## Chov v zajetí
V současnosti nežije v oficiálních zoo žádný pes krátkouchý. Celkem existují záznamy o dvanácti jedincích chovaných v různých zoologických zahradách (Londýn, Para, Schönbrunn, dále několik zoo v USA). Někdy jsou odchycená zvířata chována v zajetí přímo v zemích původu. Jeden nalezenec pojmenovaný Oso a vychovaný v zajetí pomohl vědcům s výzkumem chování svého druhu.